# 칠레 U-23 축구 국가대표팀
칠레 U-23 축구 국가대표팀(스페인어: selección de fútbol sub-23 de Chile)은 칠레를 대표하는 23세 이하의 축구 국가대표팀으로, 칠레의 축구 관리 기관인 칠레 축구 연맹의 관리를 받는다. 올림픽을 대비하는 대표팀이며, 팬아메리칸 게임에 6번 출전해 1987년과 2023년에 은메달을 획득했으며, 올림픽에는 총 4번 출전해 2000년에 동메달을 획득했다.